# Альфредо Мехія
Альфредо Мехія (ісп. Alfredo Mejía, нар. 3 квітня 1990, Йоро) — гондураський футболіст, півзахисник клубу «Шкода Ксанті» та збірної Гондурасу. У складі збірної — учасник футбольного турніру на Олімпійських іграх 2012 року у Лондоні.

## Клубна кар'єра
Народився 3 квітня 1990 року в місті Йоро. Вихованець футбольної школи клубу «Олімпія». Дорослу футбольну кар'єру розпочав 2007 року в основній команді того ж клубу.
У 2008 році він перейшов у італійський «Удінезе», але дебютувати за нову команду йому так і не вдалося, і він повернувся на батьківщину. У 2009 році Альфредо підписав угоду з клубом «Реал Еспанья». 13 вересня 2010 року в матчі проти «Хіспано» він зробив свій перший дубль у чемпіонаті Гондурасу.
У 2012 році Мехія перейшов в клуб «Мотагуа». 12 серпня в матчі проти свого колишнього клубу «Реал Еспанья» він дебютував за новий клуб. 27 січня в поєдинку проти «Депортіво Савіо» Альфредо забив свій перший гол за «Мотагуа».
На початку 2014 року Мехія перейшов в «Марафон». 12 січня в матчі проти «Паррільяс Уан» він дебютував за клуб. 26 січня у зустрічі проти свого колишнього клубу «Мотагуа» Альфредо забив свій перший гол.
Влітку того ж року Мехія перейшов у грецький «Пантракікос». 30 серпня в матчі проти клубу «ПАС Яніна» він дебютував у грецькій Суперлізі. 5 квітня 2015 року в поєдинку проти «Ерготеліс» Альфредо забив свій перший гол за «Пантракікос».

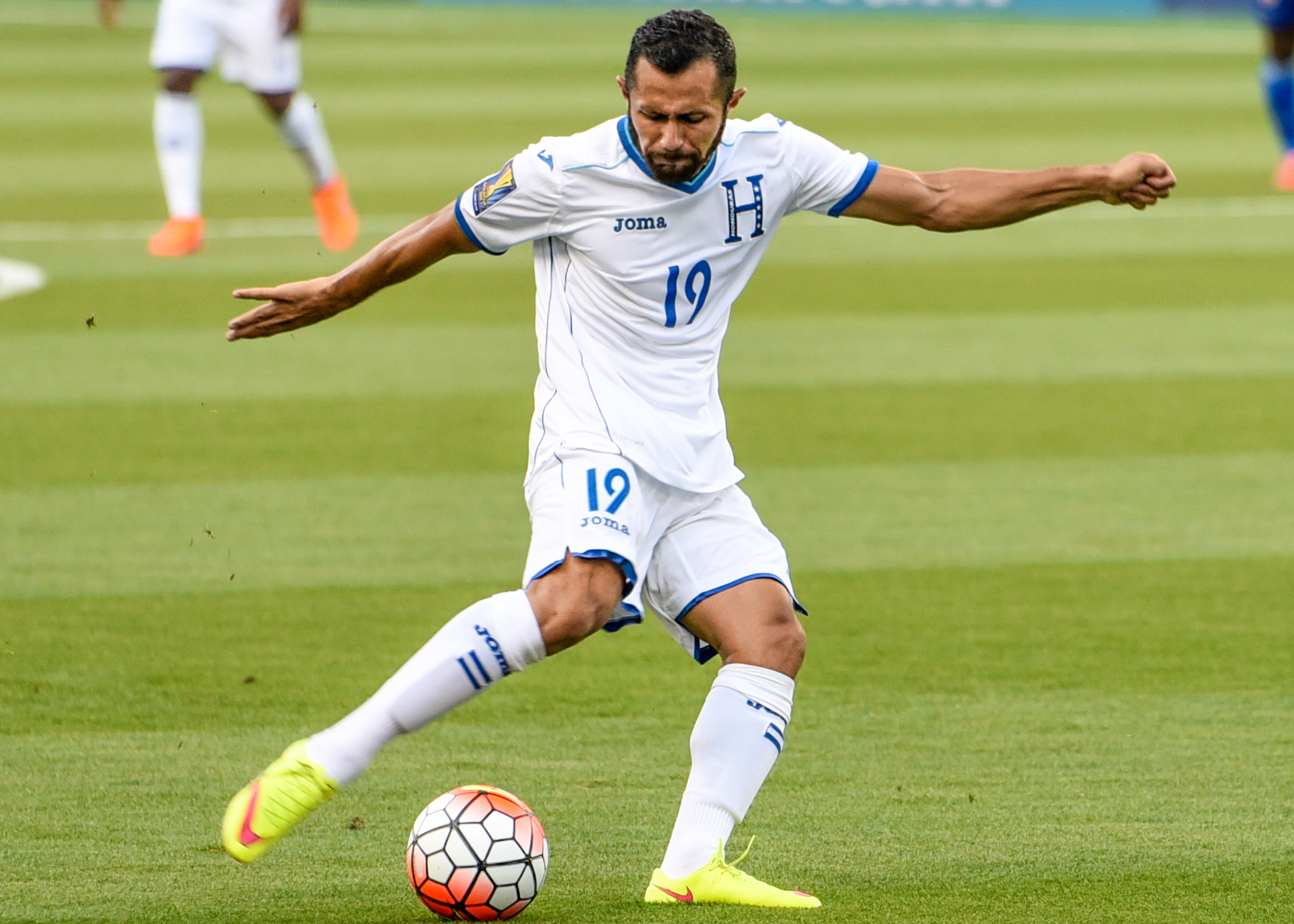
Мехія у складі збірної Гонудраса

Протягом 2016—2017 років знову захищав кольори клубу «Марафон».
До складу клубу «Шкода Ксанті» приєднався на початку 2017 року. Відтоді встиг відіграти за клуб з Ксанті 8 матчів в національному чемпіонаті.

## Виступи за збірні
2007 року дебютував у складі юнацької збірної Гондурасу і взяв участь у Чемпіонаті світу серед юнацьких команд у Південній Кореї. Всього взяв участь у 6 іграх на юнацькому рівні.
Протягом 2008—2013 років залучався до складу молодіжної збірної Гондурасу і у її складі був учасником світової першості серед молодіжних команд 2009 року у Єгипті . На молодіжному рівні зіграв у 13 офіційних матчах, забив 1 гол.
Влітку 2012 року Альфредо був включений в заявку олімпійської команди на поїздку в Лондон на Олімпійські ігри. На турнірі він взяв участь в матчах проти команд Іспанії, Марокко, Японії та Бразилії.
15 січня  2011 року дебютував в офіційних іграх у складі національної збірної Гондурасу в матчі Центральноамериканського кубка проти збірної Коста-Рики.
У тому ж році він був включений в заявку збірної на участь у Золотому кубку КОНКАКАФ. На турнірі він зіграв у матчах проти збірних Мексики, Ямайки та Гренади. У зустрічі проти Греанди Мехія забив свій перший гол за збірну.
У 2015 році у складі національної команди Альфредо взяв участь у розіграші Золотого кубка КОНКАКАФ. На турнірі він зіграв у матчі проти збірної Гаїті та США.
Через два роки Мехія знову брав участь у розіграші Золотого кубка КОНКАКАФ 2017 року у США.
Наразі провів у формі головної команди країни 34 матчі, забивши 1 гол.

### Голи за збірну Гондурасу
| #   | Дата           | Місце                   | Противник | Результат | Змагання                    |
| --- | -------------- | ----------------------- | --------- | --------- | --------------------------- |
| 01. | 10 червня 2011 | ФІУ Стедіум, Маямі, США | Гренада   | 7:1       | Золотий кубок КОНКАКАФ 2011 |

## Досягнення
- Володар Центральноамериканського кубка: 2011, 2017